# Іван Ілич (футболіст, 2001)
Іван Ілич (серб. Иван Илић/Ivan Ilić, нар. 17 березня 2001, Ниш) — сербський футболіст, півзахисник італійськоuj «Торіно» та національної збірної Сербії.

## Клубна кар'єра
Народився 17 березня 2001 року в місті Ниш. Вихованець юнацьких команд місцевого «Реала», а з 2016 року — столичної «Црвени Звезди».
У сезоні 2016/17 дебютував у складі головної команди «Црвени Звезди», а вже влітку 2017 року разом зі старшим братом Лукою уклав контракт з англійським «Манчестер Сіті». При цьому юнак залишився у белградській команді, в якій на правах оренди перебував до свого 18-річчя.
Згодом також на умовах оренди захищав кольори «Земуна» та нідерландського «НАК Бреда».
У серпні 2020 року знову був відданий в оренду, цього разу до італійської «Верони». У цій команді мав постійну ігрову практику і справив позитивне враження на керівництво клубу, яке влітку 2021 року ухвалило викуп контракту серба за 7,5 мільйони євро та уклало з ним п'ятирічний контракт.
30 січня 2023 року був орендований клубом «Торіно», а за півроку туринці викупили його контракт за 15,7 мільйонів євро.

## Виступи за збірні
З 2019 року залучається до складу молодіжної збірної Сербії. 
Влітку 2021 року дебютував в офіційних матчах у складі національної збірної Сербії. Був у її складі учасником чемпіонату світу 2022 року, де виходив на поле на заміну в одній грі групового етапу.
| Дата       | Місто     | Господарі  | Результат | Гості    | Турнір                               | Голи | Примітки |
| ---------- | --------- | ---------- | --------- | -------- | ------------------------------------ | ---- | -------- |
| 6-6-2021   | Мікі      | Ямайка     | 1 – 1     | Сербія   | товариський матч                     | -    | 46'      |
| 11-6-2021  | Кобе      | Японія     | 1 – 0     | Сербія   | товариський матч                     | -    | 78'      |
| 5-6-2022   | Белград   | Сербія     | 4 – 1     | Словенія | Ліга націй УЄФА 2022-2023 - 1-й етап | -    | 46'      |
| 24-9-2022  | Белград   | Сербія     | 4 – 1     | Швеція   | Ліга націй УЄФА 2022-2023 - 1-й етап | -    | 84'      |
| 27-9-2022  | Осло      | Норвегія   | 0 – 2     | Сербія   | Ліга націй УЄФА 2022-2023 - 1-й етап | -    |          |
| 18-11-2022 | Ріффа     | Бахрейн    | 1 – 5     | Сербія   | товариський матч                     | -    | 70'      |
| 24-11-2022 | Лусаїл    | Бразилія   | 2 – 0     | Сербія   | ЧС 2022 - 1-й етап                   | -    | 57'      |
| 24-3-2023  | Белград   | Сербія     | 2 – 0     | Литва    | Відбір до ЧЄ 2024                    | -    | 72'      |
| 27-3-2023  | Подгориця | Чорногорія | 0 – 2     | Сербія   | Відбір до ЧЄ 2024                    | -    | 46'      |
| 16-6-2023  | Відень    | Сербія     | 3 – 2     | Йорданія | товариський матч                     | -    | 63'      |
| Усього     |           | Матчів     | 10        |          | Голів                                | 0    |          |